# Azzeddine Bouzerar
Azzeddine Bouzerar, né le 7 juillet 1953, est un handballeur algérien. Son frère, Farouk, est également international algérien.
Il a notamment participé aux Jeux olympiques de Moscou

## Palmarès
CS DNC Alger
- Vainqueur du Championnat d'Algérie en 1976, 1977, 1978